# SDSS J1004+411
SDSS J1004+411とは、地球から100億光年離れた位置にあるクエーサーである。
SDSS J1004+411は、見かけの位置が非常に近い太陽の300兆倍の質量を持つSDSS J1004+4112と呼ばれる70億光年離れた銀河団の重力による重力レンズ効果によって、像が5つに分裂して見える。像が奇数個に分裂して見えるクエーサーはこれがはじめての発見である。また、像の数もQSO B1359+154の6つに次いで多い。発見からしばらくは、理論上は奇数個になるはずの像が4つという偶数個しか発見されないという問題があったが、ハッブル宇宙望遠鏡による詳細な観測で、SDSS J1004+4112に埋もれたSDSS J1004+411を発見する事ができた。また、このとき同時に撮影された画像では、120億光年先にある古い銀河と、超新星が含まれており、1.9度の画像で多数の天体を一度に撮影している。
SDSS J1004+411はまだ像が4つしかわかっていなかった2003年12月18日の観測時、像のうち2つが最大14.6秒離れているのを発見した。これは1979年に発見されたツインクエーサーの6.3秒を倍以上上回る記録で更新した。これは東京大学理学系研究科の研究グループによるすばる望遠鏡の観測によるものである。しかし、わずか3ヵ月後の2004年2月13日に2QZ J1435+0008が更に倍以上引き離した33秒角もの記録で更新している。